# Nikólskoie (Volsk)
Nikólskoie (en rus: Никольское) és un poble a l'óblast de Saràtov, a Rússia, segons el cens del 2010 tenia 71 habitants. Pertany al districte municipal de Volsk.